# Max Leopold Wagner
(Giulio Paulis)
Max Leopold Wagner (Monaco di Baviera, 17 settembre 1880 – Washington, 9 luglio 1962) è stato un etnologo, linguista e filologo tedesco, considerato il maggior studioso della linguistica sarda.
Studioso poliglotta di fama mondiale, etnologo ed etnografo, svolse un enorme lavoro di ricerca nell'ambito del sardo, producendo numerosi saggi ed un Dizionario etimologico che costituiscono la base della linguistica sarda. Si occupò anche dei gerghi e delle lingue popolari, del siciliano, del giudeo-spagnolo, del portoghese, dello spagnolo, del catalano, dello spagnolo d'America. Studiò le relazioni tra il berbero e le lingue romanze, e in generale condusse studi sulle lingue e le culture dei popoli del Mediterraneo.
Heinz Kröll lo ha definito come "il vero artefice della grammatica sarda".

## Biografia
Dopo la laurea a Monaco con una tesi sulla formazione delle parole in sardo, intraprese la carriera universitaria. Nel 1907 a Würzburg conseguì un dottorato sulla Fonetica dei dialetti sardi meridionali (Lautlehre der südsardischen Mundarten).
Si recò in Sardegna per la prima volta nel 1905 per studiarne la lingua, vi ritornò poi nel 1912 e in altri viaggi con ritmo quasi annuale. Dal 1925 al 1927 raccolse un immenso patrimonio di forme lessicali e grammaticali per realizzare  la parte relativa al sardo dell'Atlante linguistico ed etnografico dell'Italia e della Svizzera meridionale (Sprach- und Sachatlas Italiens und der Südschweiz - NavigAIS-web Versione online navigabile), curato e pubblicato da Karl Jaberg e Jakob Jud tra il 1928 e il 1940, per la quale Wagner stabilì contatti con molti studiosi delle tematiche legate alla Sardegna tra i quali Pietro Casu, figura di prestigio per gli intellettuali sardi e non. La sua attività viene raccontata dagli studiosi sardi suoi contemporanei come una ricerca sul campo di grande impegno e partecipazione. Si narra che fosse solito muoversi a piedi o in bicicletta da un paese all'altro, conosciuto e stimato dalle comunità locali.
La sua prestigiosa carriera universitaria lo portò nelle università di Monaco, di Berlino, di Bucarest e di Coimbra. Dopo aver pubblicato il manuale La lingua sarda: storia, spirito e forma (1950), Wagner partì per Washington, città nella quale si stabilì, rimanendovi fino alla morte. Lasciò in eredità oltre 450 inediti, di cui più della metà sono dedicati alla lingua e alla civiltà sarda.
La sua opera principale è il Dizionario Etimologico Sardo, DES, che nel 1955 gli valse il conferimento della cittadinanza onoraria contemporaneamente di Cagliari, Sassari e Nuoro.

## Pubblicazioni principali
- (DE)  Historische Lautlehre des Sardischen (Fonetica storica del sardo), 1941
- La lingua sarda. Storia, spirito e forma, Bern, 1950; ora a cura di G. Paulis, Nuoro, 1997
- D.E.S. - Dizionario etimologico sardo, DES, Heidelberg, 1960-64
- (DE)  Das ländliche Leben Sardiniens im Spiegel der Sprache,  Heidelberg 1921; trad. it. La vita rustica della Sardegna riflessa nella lingua, Nuoro, 1996
- Immagini di viaggio dalla Sardegna, Nuoro, 2001
- Geschichte der sardischen Sprache. Übersetzt, hg. und mit einem Literaturverzeichnis versehen von Giovanni Masala. Geleitwort Giulio Paulis. Tübingen 2002.
- Reisebilder aus Sardinien. Hrsg. G. Masala. Stuttgart 2003, ISBN 3-8330-0744-3.
- Wörter Sachen Bilder Eindrücke: Sardinien 1925–1927. Hrsg. G. Masala. Norderstedt 2004, ISBN 3-8334-0460-4.
- Sa Sardìnnia de Max Leopold Wagner 1925-1927, a cura di G. Masala, Stoccarda 2005. ISBN 3-8334-2628-4.
- "Lieber Freund und Kollege". Briefwechsel mit Karl Jaberg 1901-1958, a cura di G. Masala, Stoccarda 2020. ISBN 978-3-941851-05-4
- Caro amico e collega. Carteggio con Karl Jaberg 1901-1958, a cura di G. Masala, Stuttgart e Nuoro, 2021. ISBN 978-3-941851-37-5